# Sint-Jansboschgroeve II

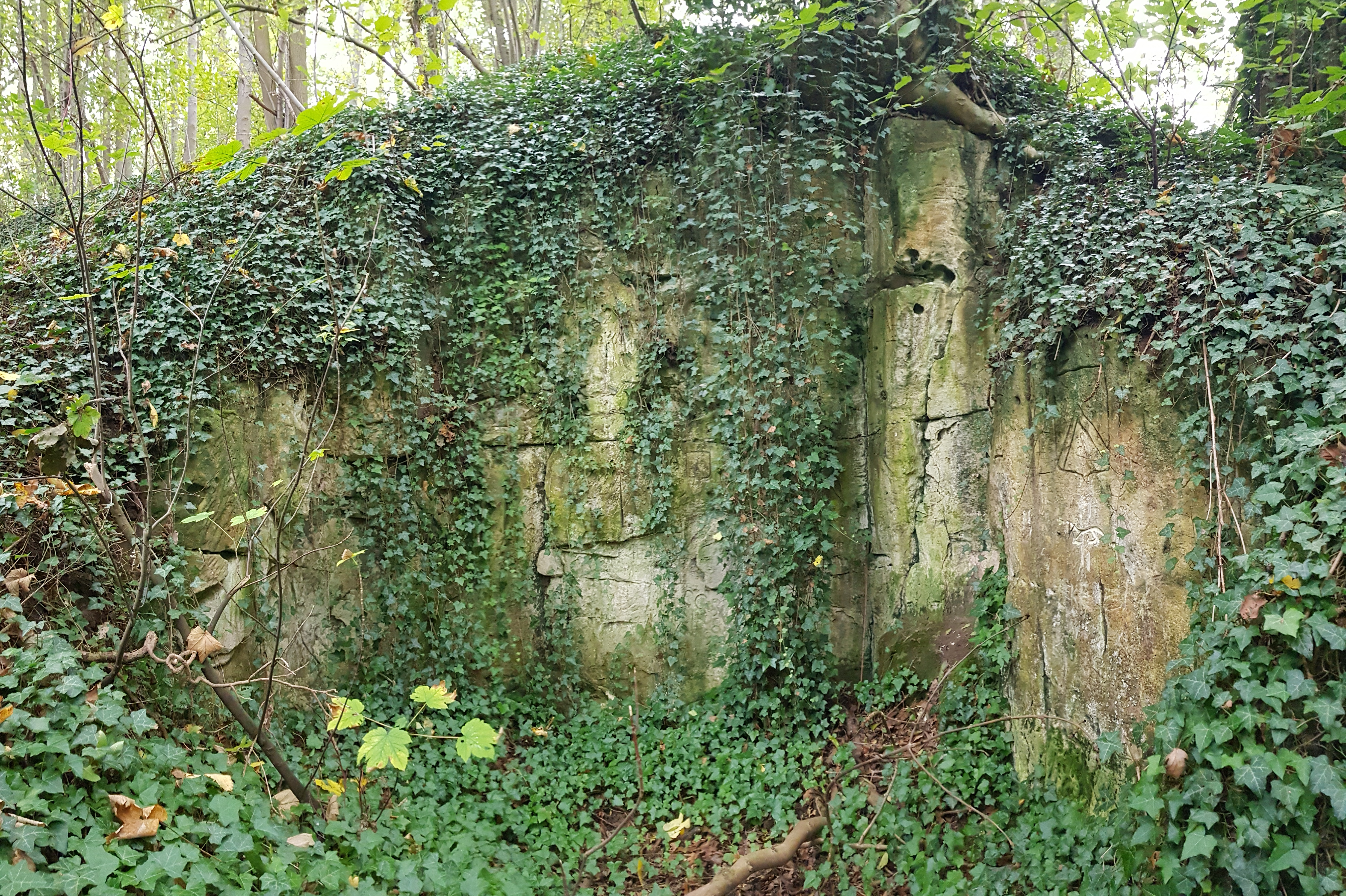
Sint-Jansboschgroeve II

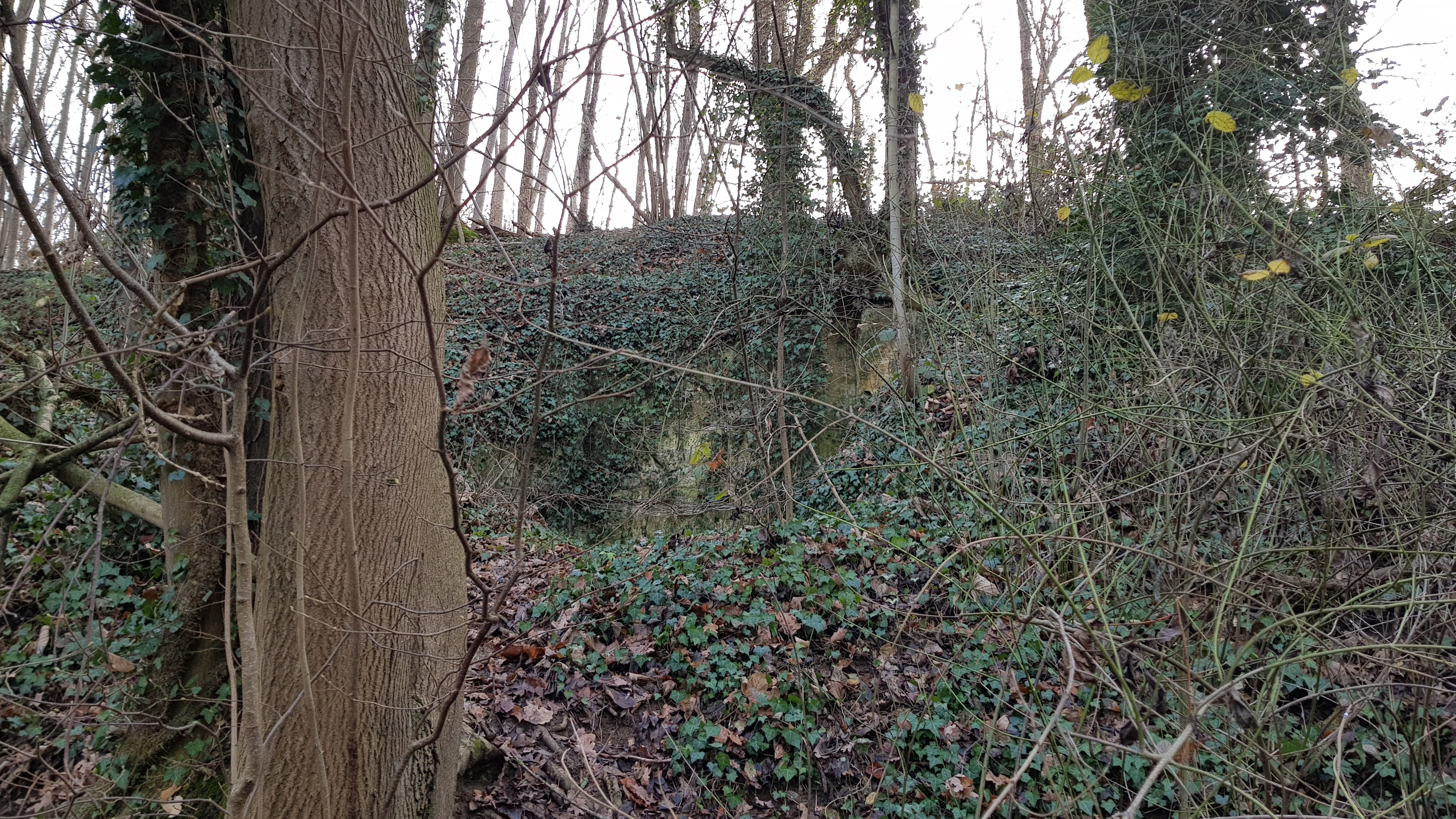
De groeve gezien vanaf het wandelpad

De Sint-Jansboschgroeve II is een Limburgse mergelgroeve in de Nederlandse gemeente Valkenburg aan de Geul in Zuid-Limburg. De ondergrondse groeve ligt ten zuidwesten van Oud-Valkenburg in het oordwesten van het Sint-Jansbosch op de noordoostelijke rand van het Plateau van Margraten in de overgang naar het Geuldal. Ter plaatse duikt het plateau een aantal meter steil naar beneden. Van de vijf Sint-Jansboschgroeven is deze groeve de op een na hoogst gelegen groeve en ligt niet ver van de bosrand van het Sint-Jansbosch vlak bij een smal wandelpaadje.
Binnen tien meter naar het westen ligt de Sint-Jansboschgroeve I, oostelijker liggen ook de Sint-Jansboschgroeve III, Sint-Jansboschgroeve IV en Sint-Jansboschgroeve V. Op ongeveer 95 meter naar het noordwesten ligt de Groeve Pruus Karel I, op ongeveer 300 meter naar het zuiden ligt de Groeve Essenbosch IV en op ongeveer 325 meter naar het zuidoosten ligt de Groeve van de Scheve Spar II.

## Geschiedenis
Van de 17e tot in de 19e eeuw werden de groeven door blokbrekers ontgonnen voor de winning van kalksteen.

## Groeve
De groeve heeft een oppervlakte van ongeveer acht vierkante meter en een ganglengte van 80 centimeter.
De groeve is dichtgevallen met omliggende grond.

## Geologie
De groeve is uitgehouwen onder de Horizont van Romontbos in de Kalksteen van Schiepersberg uit de Formatie van Maastricht.